# دونالد ويليس
دونالد ويليس (بالإنجليزية: Donald Willis)‏ هو لاعب كرة قدم أمريكية أمريكي، ولد في 15 يوليو 1973 في غوليتا في الولايات المتحدة.

## وصلات خارجية
- دونالد ويليس على موقع مرجع كرة القدم المحترفة.كوم (الإنجليزية)